# Горні Борки
45°34′ пн. ш. 17°22′ сх. д. / 45.56° пн. ш. 17.37° сх. д.
Горні Борки (хорв. Gornji Borki) — населений пункт у Хорватії, у Б'єловарсько-Білогорській жупанії у складі громади Сірач.

## Населення
Населення за даними перепису 2011 року становило 0 осіб.
Динаміка чисельності населення поселення: